# Pokljuka

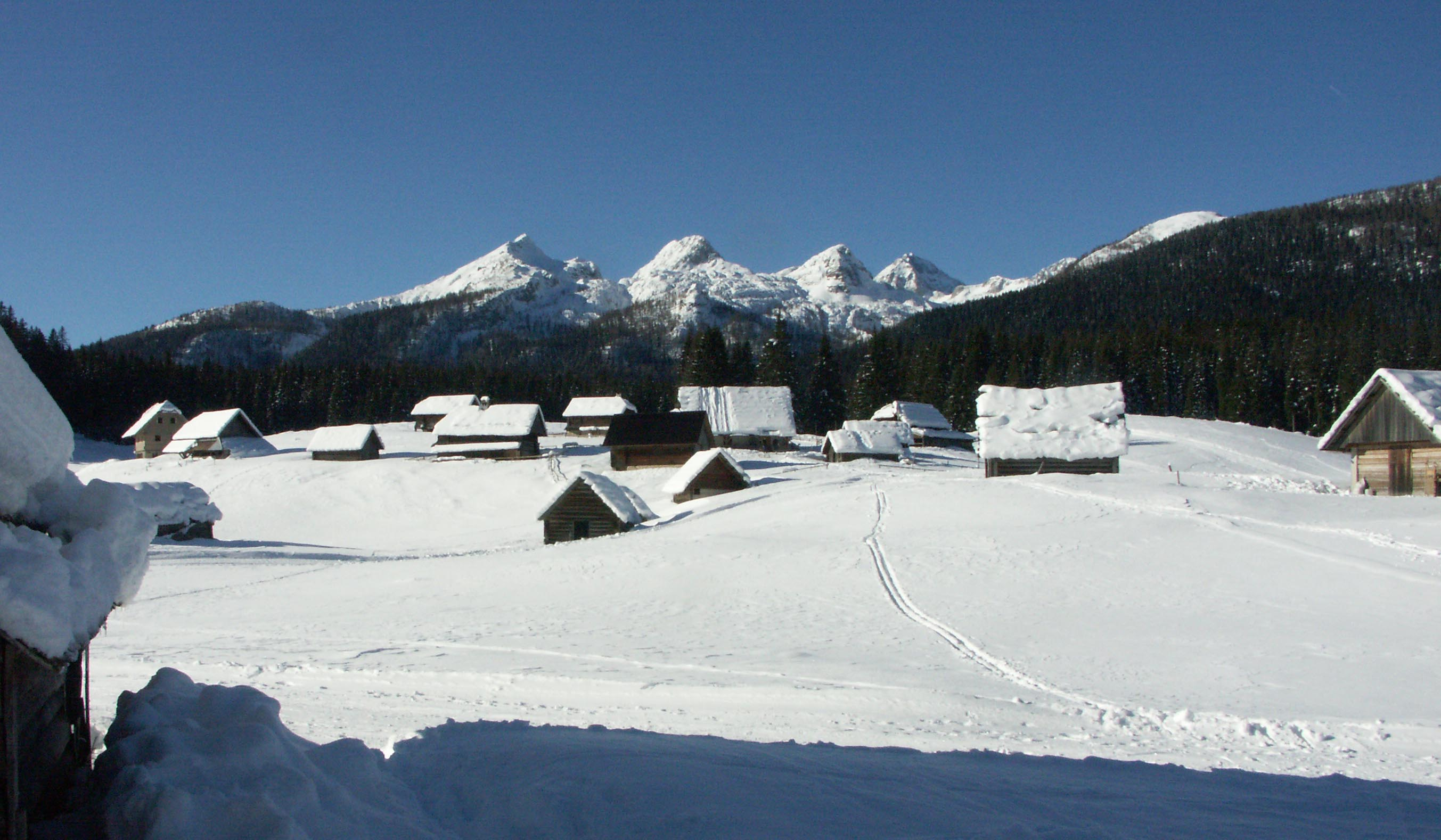
Vista de la meseta de Pokljuka.

Pokljuka es una meseta en el noroeste de Eslovenia. Se encuentra dentro del parque nacional del Triglav en los Alpes Julianos a una altura aproximada de 1300 metros. El área contiene densos bosques de abetos y la cordillera adyacente contiene picos de más de 2000 metros de altura. La ciudad más cercana a la meseta es Bled, que está a 25 km de distancia.
Pokljuka es conocida sobre todo por las competencias de biatlón que desde los años 1990 se realizan anualmente como parte de la Copa del Mundo de Biatlón. Fue además sede del Campeonato Mundial de Biatlón de 1998 y del Campeonato Mundial de Biatlón de 2001.